# Якушин, Иван Нестерович
Ива́н Не́стерович Яку́шин (1913, Егорьевск, Московская губерния, Российская империя — 2002) — советский дипломат, Чрезвычайный и полномочный посол.

## Биография
Член ВКП(б). Окончил Московский авиационный институт (1939) и Высшую дипломатическую школу МИД СССР (1947).
- В 1946—1947 годах — стажёр Посольства СССР в Иране.
- В 1947—1951 годах — атташе, третий секретарь Посольства СССР в Иране.
- В 1951—1952 годах — третий секретарь, второй секретарь Отдела стран Ближнего и Среднего Востока МИД СССР.
- В 1952—1955 годах — первый секретарь, советник Миссии СССР в Ираке, временный поверенный в делах СССР в Ираке[1].
- В 1955 году — заведующий Отделом Востока Управления кадров МИД СССР.
- В 1955 году — заместитель заведующего Протокольным отделом МИД СССР.
- В 1955—1956 годах — в резерве МИД СССР.
- С 21 февраля 1956 по 12 августа 1960 года — чрезвычайный и полномочный посол СССР в Таиланде[2].
- В 1960—1963 годах — заместитель заведующего Отделом стран Среднего Востока МИД СССР.
- С 29 июня 1963 по 1 августа 1968 года — чрезвычайный и полномочный посол СССР в Судане[3].
- В 1968—1970 годах — эксперт-консультант Отдела стран Ближнего Востока МИД СССР.
- С 14 февраля 1970 по 31 августа 1977 года — чрезвычайный и полномочный посол СССР в Ливии[4].
- В 1977—1979 годах — в резерве МИД СССР.
- С 1979 года — на научно-преподавательской работе в Дипломатической академии МИД СССР.

## Награды
- Орден Трудового Красного Знамени (1971)
- Медаль «За доблестный труд в Великой Отечественной войне 1941—1945 гг.» (1966)

## Дипломатический ранг
- Чрезвычайный и полномочный посол (30 июня 1956)